# Gunn-Effekt
Der  Gunn-Effekt [ˈgʌn-] ist ein physikalischer Effekt, der in manchen Halbleitermaterialien bei hohen elektrischen Feldstärken auftritt und einen negativen differentiellen Widerstand bewirkt.
Der Effekt wurde 1963 von John Battiscombe Gunn entdeckt, als er Galliumarsenid (GaAs) oder Indiumphosphid (InP) mit ohmschen Kontakt elektrisch kontaktierte, mit hohen elektrischen Feldstärken belegte und ab einem kritischen Wert eine hochfrequente Oszillation im gemessenen elektrischen Strom bemerkte. Der Effekt wurde im Vorfeld von B. K. Ridley, T. B. Watkins (beide damals am Mullard Research Laboratories) und C. Hilsum theoretisch vorausgesagt und wird daher auch Ridley-Watkins-Hilsum-Gunn-Mechanismus genannt. H. Kromer erklärte ihn als Elektronentransferprozess.
Angewendet wird der Effekt bei der Gunn-Diode in Hohlleitern, um Mikrowellen zu erzeugen.

## Beschreibung

Vereinfachte Bandstruktur von GaAs bei 300 K

Damit der Gunn-Effekt in einem Halbleiter auftreten kann, muss eines der für die Leitung von elektrischem Strom verantwortlichen Energiebänder ein relatives Minimum (Elektronentransport) beziehungsweise Maximum (Defektelektronentransport) haben, dessen Energie sich nur wenig vom absoluten Minimum bzw. Maximum unterscheidet.
Elektronen, die beispielsweise aus dem Valenzband in das Leitungsband angeregt wurden, befinden sich zuerst im absoluten Minimum des Leitungsbandes. Dies führt dazu, dass der Stromfluss durch den Halbleiter mit steigender Spannung zuerst ansteigt. Erreichen diese Elektronen in einem elektrischen Feld eine Energie, die im Bereich der Energiedifferenz zwischen absolutem und relativem Minimum liegt (bei GaAs 0,29 eV), so werden sie in Wechselwirkung mit optischen Phononen in das relative Minimum gestreut. Da die effektive Masse der Elektronen umgekehrt proportional zur Krümmung des Bandes ist, haben die Elektronen im Seitental eine höhere effektive Masse und dadurch eine geringere mittlere Beweglichkeit. Daher sinkt der Strom bei steigender Spannung wieder ab, d. h., es stellt sich ein negativer differentieller Widerstand ein.